# 毛颚动物门
毛顎動物門（學名：Chaetognatha）是動物界的一個小門。以前被認為是後口動物中的一個小分支，現在的研究發現可能不屬於後口動物，在大多数分子生物学的发育研究中，毛顎動物似乎靠近原口动物进化树的基部。而对箭虫神经系统的研究也表明，似乎应将其放置在原口动物中。毛顎動物總共只有100種左右，都是海洋生活的小型動物。除鋤蟲屬毛顎動物為底棲生活之外，其餘的都是浮游生活，牠們在海洋浮游生物中佔有重要的地位。不同的毛顎類動物在海洋中的分佈受溫度、緯度及鹽度的制約，但有相當部分種類的分佈是世界性的，熱帶海洋中的分佈最為豐富。毛颚动物体形似箭且较小（体长基本在 40 mm 以下），且身体呈半透明状。

## 进化关系
虽然分子生物学证据倾向于认为毛颚动物接近原口动物，但是其体腔形成和成体口的来源又和后口动物相似，可能是原始后口动物中极为特化的一支。目前，它和其他后口动物的关系仍不明朗。

## 分類
現存的毛顎動物門的種類都屬於箭蟲綱。下設2目。
- †古箭蟲綱 Archisagittoidea
  - †阿米斯克虫科 Amiskwiidae
    - †阿米斯克虫属 Amiskwia
- 箭蟲綱 Sagittoidea
  - 腹橫肌目 Phragmophora
  - 無橫肌目 Aphragmophora